# Plaza de la Salud
La Plaza de la Salud es un espacio de 20,534 m² en Santo Domingo, designado por el expresidente dominicano Joaquín Balaguer para situar el Hospital General de la Plaza de la Salud, CEDIMAT, el Centro de Operaciones de Emergencia y el Consejo Presidencial del SIDA (COPRESIDA). La Plaza de la Salud está ubicada en la avenida José Ortega y Gasset en el Ensanche La Fe, en la ciudad de Santo Domingo fue construida con fondos estatales en el año 1997 y luego fue cedida en el año 2003 a CEDIMAT y al Hospital General de la Plaza de la Salud.